# Мировці
Ми́ровці (болг. Мировци) — село в Шуменській області Болгарії. Входить до складу общини Новий Пазар.

## Населення
За даними перепису населення 2011 року у селі проживали 375 осіб.
Національний склад населення села:
| Національність   | Кількість осіб | Відсоток |
| ---------------- | -------------- | -------- |
| болгари          | 196            | 52,3%    |
| цигани           | 143            | 38,1%    |
| турки            | 13             | 3,5%     |
| інша             | 0              | 0%       |
| не визначились   | 23             | 6,1%     |
| Всього відповіли | 375            |          |

Розподіл населення за віком у 2011 році:
Динаміка населення: